# Darren Clark
Darren Edward Clark, né le 6 septembre 1965 à Sydney en Nouvelle-Galles du Sud, est un athlète australien.

## Biographie
Aux Jeux olympiques d'été de 1984, Clark s'est classé quatrième sur 400 m en 44 s 75. En relais 4 × 400 m, il courait le deuxième meilleur temps des engagés, mais le relais australien échouait au pied du podium en 2 min 59 s 70. C'était la première fois qu'un temps en dessous des trois minutes ne suffisait pas pour obtenir une médaille.
Aux jeux du Commonwealth de 1986, il terminait deuxième derrière le Britannique Roger Black. Avec le relais il remportait une deuxième médaille d'argent. Aux championnats du monde de 1987, il échouait dans les deux courses en demi-finale.
En demi-finale des Jeux olympiques d'été de 1988, Clark réalisait avec 44 s 38 sa meilleure performance qui constitue encore le record d'Océanie. En finale, il se classait à nouveau quatrième à près d'une demi-seconde de trois Américains. En relais, il terminait au sixième rang.
Aux jeux du Commonwealth de 1990, il remportait son premier et seul grand titre. Il remporta sa seule médaille hors jeux du Commonwealth aux championnats du monde en salle 1993 en terminait troisième derrière Butch Reynolds et Sunday Bada.

## Palmarès

### Jeux olympiques d'été
- Jeux olympiques d'été de 1984 à Los Angeles ( États-Unis)
  - 4e sur 400 m
  - 4e en relais 4 × 400 m
- Jeux olympiques d'été de 1988 à Séoul ( Corée du Sud)
  - 4e sur 400 m
  - 6e en relais 4 × 400 m

### Championnats du monde d'athlétisme
- Championnats du monde d'athlétisme de 1983 à Helsinki ( Finlande)
  - éliminé en demi-finale sur 400 m
  - éliminé en série en relais 4 × 400 m
- Championnats du monde d'athlétisme de 1987 à Rome ( Italie)
  - éliminé en demi-finale sur 400 m
  - éliminé en demi-finale en relais 4 × 400 m

### Championnats du monde d'athlétisme en salle
- Championnats du monde d'athlétisme en salle de 1993 à Toronto ( Canada)
  -  Médaille de bronze sur 400 m

### Jeux du Commonwealth
- Jeux du Commonwealth de 1986 à Édimbourg ( Écosse)
  -  Médaille d'argent sur 400 m
  -  Médaille d'argent en relais 4 × 400 m
- Jeux du Commonwealth de 1990 à Auckland ( Nouvelle-Zélande)
  - éliminé en demi-finale sur 200 m
  -  Médaille d'or sur 400 m

### Coupe du monde des nations d'athlétisme
- Coupe du monde des nations d'athlétisme de 1985 à Canberra ( Australie)
  - 7e au classement général avec l'Océanie
  - 3e sur 200 m
  - 4e sur 400 m
  - 3e en relais 4 × 100 m

## Records
- record d'Océanie sur 400 m en 44 s 38, le 26 septembre 1988 à Séoul
- record d'Océanie en relais 4 × 400 m en 2 min 59 s 70 avec Bruce Frayne, Gary Minihanet Richard Mitchell, le 11 août 1984 à Los Angeles

## Sources
- (de) Cet article est partiellement ou en totalité issu de l’article de Wikipédia en allemand intitulé « Darren Clark » (voir la liste des auteurs).